# (4649) Sumoto
(4649) Sumoto est un astéroïde de la ceinture principale.

## Description
(4649) Sumoto est un astéroïde de la ceinture principale. Il fut découvert le 20 décembre 1936 à Nice par Marguerite Laugier. Il présente une orbite caractérisée par un demi-grand axe de 2,74 UA, une excentricité de 0,12 et une inclinaison de 15,4° par rapport à l'écliptique.

## Compléments